# Balıkesirspor
Balıkesirspor (tur. Balıkesirspor Kulübü) – turecki klub piłkarski z siedzibą w mieście Balıkesir w zachodniej części kraju.

## Historia
Chronologia nazw:
- 1966–...: Balıkesirspor

Klub został założony w 1966 roku jako Balıkesirspor w wyniku fuzji miejscowych klubów Balıkesir İdman Yurdu, Balıkesir İdmanbirliği, Balıkesir İdmangücü, Balıkesir Karesi, Akıncılar Gençlik, Altı Eylül, Yıldırımspor, Egespor, Güven Ege i Doğan Hilâl. W 1966 zespół debiutował w drugiej lidze. W sezonie 1975/76 startował po raz pierwszy w pierwszej lidze, ale zajął ostatnie 16. miejsce i spadł z powrotem do drugiej ligi. W 1986 roku spadł do trzeciej ligi. W 1992 powrócił do drugiej ligi, ale po czterech sezonach w 1996 ponownie spadł do trzeciej ligi, a po zakończeniu sezonu 2000/01 zespół spadł do ligi regionalnej. W 2006 awansował do trzeciej ligi (D4), w 2010 powrócił do drugiej ligi (D3), a w 2013 otrzymał promocję do pierwszej ligi (D2). Po zakończeniu sezonu 2013/14 zajął drugie miejsce i po raz drugi zdobył awans do Süper Lig.

## Sukcesy

### Trofea międzynarodowe
Nie uczestniczył w rozgrywkach europejskich (stan na 05.02.2021).

### Trofea krajowe
| \| \| Zdobyte trofea w rozgrywkach Turcji (stan na: 31-05-2014) \| |                                                           |      |                                            |
| Rozgrywki                                                          | Osiągnięcie                                               | Razy | Sezon(y)                                   |
| · Mistrzostwo                                                      | I miejsce                                                 | 0    |                                            |
| · Mistrzostwo                                                      | II miejsce                                                | 0    |                                            |
| · Mistrzostwo                                                      | III miejsce                                               | 0    |                                            |
| · Mistrzostwo                                                      | 16. miejsce                                               | 1    | 1975                                       |
| Puchar                                                             | zdobywca                                                  | 0    |                                            |
| Puchar                                                             | finalista                                                 | 0    |                                            |
| Puchar                                                             | 5 runda                                                   | 1    | 2014                                       |
| II liga                                                            | I miejsce                                                 | 1    | 1975 (Beyaz Grup)                          |
| II liga                                                            | II miejsce                                                | 3    | 1970 (Beyaz Grup), 1971 (Beyaz Grup), 2014 |
| II liga                                                            | III miejsce                                               | 1    | 1968 (Beyaz Grup)                          |
| Turcja                                                             | Zdobyte trofea w rozgrywkach Turcji (stan na: 31-05-2014) |      |                                            |

- TFF 2. Lig (D3):
  - mistrz (2x): 1992/93, 2012/13

## Stadion
Klub rozgrywa swoje mecze domowe na stadionie im. Atatürka w Balıkesir, który może pomieścić 15,800 widzów.